# Valetudo (księżyc)
Valetudo (Jowisz LXII) – mały księżyc Jowisza.

## Odkrycie
Księżyc został odkryty przez Scotta Shepparda w 2017 roku podczas obserwacji z Cerro Tololo; odkrycie zostało ogłoszone w następnym roku wraz z 11 innymi księżycami tej planety. Badacze wypatrywali dalekich obiektów Układu Słonecznego i skorzystali z okazji, że Jowisz znalazł się w polu widzenia teleskopu. Odkrycie zostało zweryfikowane przez obserwacje za pomocą innych instrumentów.

## Nazwa
Mityczna Valetudo była rzymską odpowiedniczką greckiej Hygiei, bogini zdrowia i higieny. Była prawnuczką Jowisza.

## Charakterystyka
Valetudo jest jednym z najmniejszych znanych księżyców Jowisza, ma średnicę mniejszą niż kilometr. Jest to bardzo ciemny obiekt, jego obserwowana wielkość gwiazdowa to tylko 24m. Krąży ruchem prostym (w tym samym kierunku, w którym obraca się planeta), po orbicie przebiegającej daleko poza orbitami ciał z grupy Himalii, także krążących ruchem prostym. Valetudo to najdalszy znany obiekt obiegający planetę ruchem prostym, a nie wstecznym. Trajektoria Valetudo przecina orbity zewnętrznych księżyców poruszających się po orbitach wstecznych, co jest sytuacją niestabilną i grozi „zderzeniem czołowym” z innym księżycem. Valetudo może być ostatnim fragmentem większego ciała, które uległo zniszczeniu wskutek takich zderzeń, tworząc obserwowane dziś grupy księżyców.